# Militärflugplatz Avord

i7
i11
i13
Die Base aérienne 702 Avord (B.A. 702) ist ein Militärflugplatz der französischen Luftstreitkräfte (Armée de l’air). Die Basis liegt in der Region Centre-Val de Loire im Département Cher auf dem Gebiet der Gemeinden Avord, Farges-en-Septaine und Savigny-en-Septaine, etwa auf halber Strecke zwischen Bourges und Nevers. Die zweitgrößte Basis der Armée de l’air nach Istres ist die Heimatbasis der AWACS-Frühwarnflugzeuge und der Transportflugschule der französischen Streitkräfte.

## Geschichte
Bereits seit 1912 existiert in Avord eine Flugschule, die von den meisten der berühmten französischen "Asse" wie Georges Guynemer absolviert wurde. Die zum damaligen Zeitpunkt wahrscheinlich größte Flugschule der Welt wurde nach dem Ersten Weltkrieg 1919 für zwei Jahre geschlossen. Im Jahr 1921 begann der militärische Ausbildungsbetrieb erneut, dessen Schwerpunkt immer wieder Veränderungen unterworfen waren. Hinzu kamen ab 1935 zwei mit Farman F.221 und F.222 ausgerüstete Bombergruppen.
Zu Beginn des Zweiten Weltkriegs wurde Avord nach dem Waffenstillstand im Juni 1940 ein Fliegerhorst der deutschen Luftwaffe, die zwei Betonpisten errichtete. Im Juli 1940 wurde in Avord die Ergänzungsgruppe 1 des Kampfgeschwaders 27 (ErgGr I/KG 27) aufgestellt und mit Ju 52/3m und He 111 ausgerüstet und im April 1941 zur IV. Gruppe des KG 27 (IV./KG 27). Die Gruppe wurde hauptsächlich über England eingesetzt und verlegte Ende 1941 nach Langenhagen.
Anfang 1942 kam für zwei Jahre die IV. Gruppe des Kampfgeschwaders 4 (IV./KG 4), ebenfalls mit He 111 ausgerüstet, nach Avord. Der Platz wurde zwischen Januar 1943 und Mai 1944 auch durch die Flugzeugführerschule C (bzw. ab Oktober 1943 B 15) (FFS C bzw. B 15) mitgenutzt. Hinzu kam zwischen Oktober 1943 und April 1944 eine Ju 188 Staffel, die 4. Staffel des KG 66 (4./KG 60). Im Frühjahr nutzten auch zwei Fw 200-Staffeln der III. Gruppe des Kampfgeschwaders 40 (III./KG 40) Avord für wenige Wochen. Zwischen März und Juni 1944 flogen Ju 88 der I. Gruppe des KG 66 ihre letzten Angriffe gegen England.
Der Flugplatz wurde 1944 mehrmals Ziel alliierter Luftangriffe und durch diese sowie die abziehenden deutschen Truppen nahezu vollständig zerstört, jedoch Anfang 1945 Basis amerikanischer Douglas DC-3/C-47 zur Unterstützung französischer Fallschirmjäger.
Nach dem Krieg wurde die Basis 127 (B.A. 127), so Avords damalige Bezeichnung, im Juni 1945 Heimat der französischen Transportfliegerschule damals als „Umschuleinheit für Zweimotorige“ bezeichnet. Im Rahmen der Umnummerierung aller Flugschulen mit 700er Nummern erhielt Avord 1947 die Nr. 702 und erhielt 1952 die Dassault Flamant und 1957 die C-47 zugewiesen.
Nach 1964 wurde Avord zusätzlich eine Einsatzunterstützungsbasis und wurde hierzu ausgebaut. Im November 1965 wurde Avord Stützpunkt für die Boeing C-135FR der Luftbetankungsgruppe ERV 4/94 „Sologne“ und im folgenden Monat kam die EB 1/94 „Bourbonnais“, eine Bombergruppe hinzu, deren Haupteinsatzmuster die Mirage IV war. Beide Einheiten wurden 1976 umnummeriert, letztere erhielt zusätzlich den Namen „Guyenne“.
Die Basis erhielt 1982 den Namen „Capitaine Georges Madon“ und die Flugschule im folgenden Jahr die EMB-121 Xingu. Nach der Außerdienststellung der Mirage-Bomberstaffel 1986 wurde sie nach 1989 durch Mirage 2000N der Jagdgruppe EC 2/4 „Lafayette“ der Basis 116 mitgenutzt. Im Dezember 1990 trafen die ersten Boeing E-3F bei der hierzu aufgestellten Frühwarngruppe EDCA 0/36 „Berry“ ein, die 1992 erstmals über Jugoslawien zum Einsatz kamen. Die Tanker-Gruppe wurde 1993 aufgelöst.
Im Zuge einer Umorganisation wurden in Avord im September 2014 wieder zwei Geschwader neu aufgestellt, ein Frühwarngeschwader und ein Flugabwehrgeschwader.
Im Jahr 2021 wurde die Start- und Landebahn für den Betrieb der Airbus A330 MRTT von Grund auf saniert, der Flugplatz kann seither als Ausweichbasis für die im Süden des Landes stationierten Tank- und Transportflugzeuge genutzt werden. In den folgenden Jahren entstanden zwei weitere größere Abstellflächen für die A330 MRTT und auch A400M.

## Heutige Nutzung

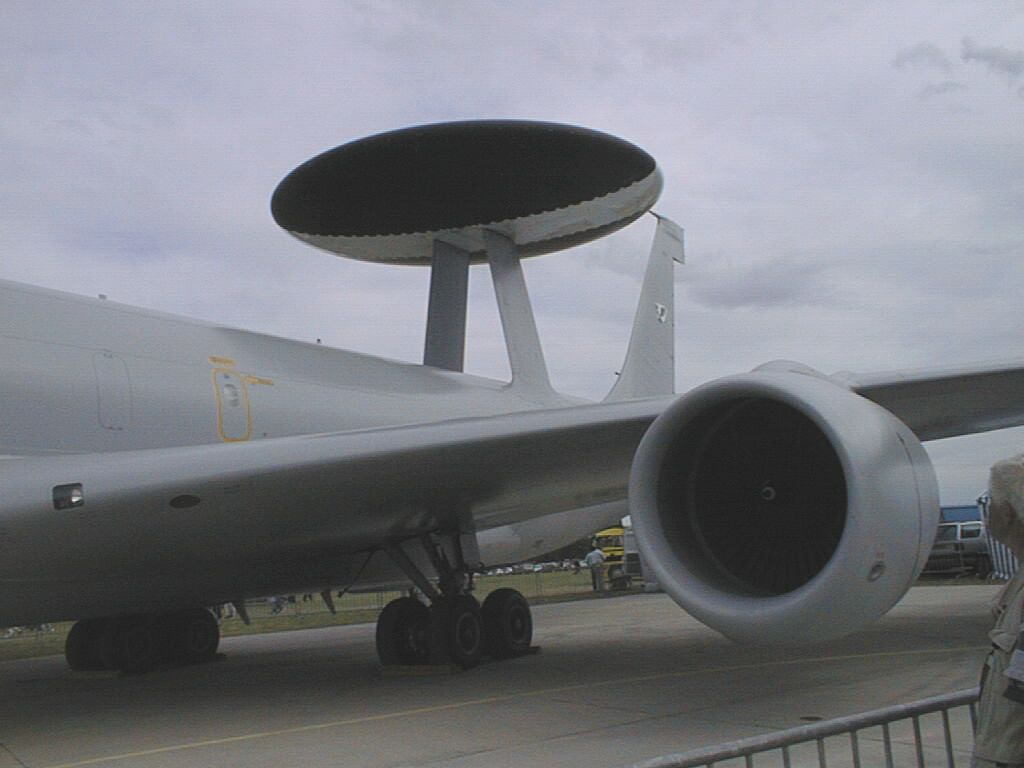
E-3F, Avord, 2004

Die Basis beherbergt zurzeit (2018) zwei fliegende und einen bodengestützten Verband:
- 36e escadre de commandement et de conduite aéroportée (36e EC2A), Frühwarngeschwader mit der Fliegenden Gruppe Escadron de détection et de contrôle Aéroporté 0/36 (EDCA 0/36) "Berry", ausgerüstet mit zwei Staffeln der E-3F, seit 1990
- Escadre sol/air de défense aérienne-1er régiment d’artillerie de l’air (ESADA-1er RAA), Flugabwehrgeschwader, vereinigt drei unterstellte Einheiten
- Ecole de l'aviation de transport 0/319 (EAT 0/319) "Capitaine Dartigues", Transportfliegerschule, ausgerüstet mit der EMB-121 AA/AN Xingu, seit 1983

## Zukunft
Der Flugplatz wird zurzeit (2021) renoviert und soll neben Istres anschließend zweite Einsatzbasis der Airbus A330 MRTT werden.